# Lorino (Txukotka)
Lorino (rus: Лорино;en idioma txukchi: Льурэн, lit. camp trobat) és una localitat rural de l'okrug autònom de Txukotka, Rússia. Està localitzat entre el Mar dels Txuktxis i el Mar de Bering. El 2010 tenia 1.267 habitants.

## Clima
Lorino té un clima de Tundra (ET)
| Dades climàtiques a Lorino  | Dades climàtiques a Lorino | Dades climàtiques a Lorino | Dades climàtiques a Lorino | Dades climàtiques a Lorino | Dades climàtiques a Lorino | Dades climàtiques a Lorino | Dades climàtiques a Lorino | Dades climàtiques a Lorino | Dades climàtiques a Lorino | Dades climàtiques a Lorino | Dades climàtiques a Lorino | Dades climàtiques a Lorino | Dades climàtiques a Lorino |
| Mes                         | gen                        | febr                       | març                       | abr                        | maig                       | juny                       | jul                        | ag                         | set                        | oct                        | nov                        | des                        | anual                      |
| --------------------------- | -------------------------- | -------------------------- | -------------------------- | -------------------------- | -------------------------- | -------------------------- | -------------------------- | -------------------------- | -------------------------- | -------------------------- | -------------------------- | -------------------------- | -------------------------- |
| Màxima rècord °C (°F)       | 4.7 (40.5)                 | 5.5 (41.9)                 | 3.9 (39)                   | 6.4 (43.5)                 | 10.5 (50.9)                | 18.4 (65.1)                | 22.7 (72.9)                | 22 (72)                    | 16.3 (61.3)                | 12 (54)                    | 8.7 (47.7)                 | 10 (50)                    | 22.7 (72.9)                |
| Màxima mitjana °C (°F)      | −17.9 (−0.2)               | −16.7 (1.9)                | −15.8 (3.6)                | −9.1 (15.6)                | −0.7 (30.7)                | 5.6 (42.1)                 | 10 (50)                    | 9.2 (48.6)                 | 5.4 (41.7)                 | 0.5 (32.9)                 | −4.7 (23.5)                | −13.9 (7)                  | −4 (25)                    |
| Mínima mitjana °C (°F)      | −23.9 (−11)                | −22.8 (−9)                 | −22.3 (−8.1)               | −15.2 (4.6)                | −4.6 (23.7)                | 1 (34)                     | 4.8 (40.6)                 | 4.8 (40.6)                 | 2.2 (36)                   | −3 (27)                    | −9.8 (14.4)                | −19 (−2)                   | −9 (16)                    |
| Mínima rècord °C (°F)       | −44.1 (−47.4)              | −41.5 (−42.7)              | −41.4 (−42.5)              | −31.1 (−24)                | −24.5 (−12.1)              | −5.6 (21.9)                | −4.7 (23.5)                | −2.7 (27.1)                | −6.1 (21)                  | −19.9 (−3.8)               | −33.6 (−28.5)              | −41.2 (−42.2)              | −44.1 (−47.4)              |
| Pluja mitjana mm (polzades) | 19 (0.75)                  | 20 (0.79)                  | 13.8 (0.543)               | 18.1 (0.713)               | 18.8 (0.74)                | 15.1 (0.594)               | 40.4 (1.591)               | 46.2 (1.819)               | 35.9 (1.413)               | 45.4 (1.787)               | 28.8 (1.134)               | 18.4 (0.724)               | 319.9 (12.594)             |
| Mitjana de dies de neu      | 14                         | 12                         | 11                         | 15                         | 13                         | 3                          | 0                          | 0                          | 4                          | 17                         | 20                         | 15                         | 124                        |
| Font:                       |                            |                            |                            |                            |                            |                            |                            |                            |                            |                            |                            |                            |                            |